# 天大將軍七
仙女座τ，又名BD+39 378，HD 10205、SAO 37418、HR 477，是仙女座的一颗恒星，视星等为4.94，位于銀經132.92，銀緯-21.34，其B1900.0坐标为赤經1h 34m 40.4s，赤緯+40° -21.34′ 14″。